# Académie Moderne
L'Académie Moderne (ou Académie de l'Art moderne) est une ancienne école d'art gratuite fondée à Paris par Fernand Léger et Amédée Ozenfant en janvier 1924,,.
Léger en est le premier président ; Ozenfant lui succède l'année suivante. Ils enseignent dans cet atelier d'artiste avec Alexandra Exter, Marie Laurencin et Othon Friesz, attirant des étudiants d'Europe, particulièrement de Scandinavie, et des États-Unis,,. L'Académie Moderne se distingue pour son athmosphère ouverte et pour avoir attiré un grand nombre d'étudiantes femmes, en particulier de Scandinavie. Elle organise une exposition chaque printemps.
L'école change de nom en 1934 et devient l'Académie de l'Art contemporain.
Après avoir débuté dans l'enseignement au sein de l'Académie Moderne, Ozenfant crée et enseigne par la suite à l'Académie Ozenfant, qu'il crée dans son atelier à Paris. Il crée ensuite l'Ozenfant Academy à Londres en 1936 puis l'Ozenfant School of Fine Arts à New York en 1939,,. Léger part lui aussi aux Etats-Unis puis prend à son retour à Paris en 1947 la direction de l'Académie de Montmartre (issue de l'Atelier Cormon, ouvert par Fernand Cormon),.

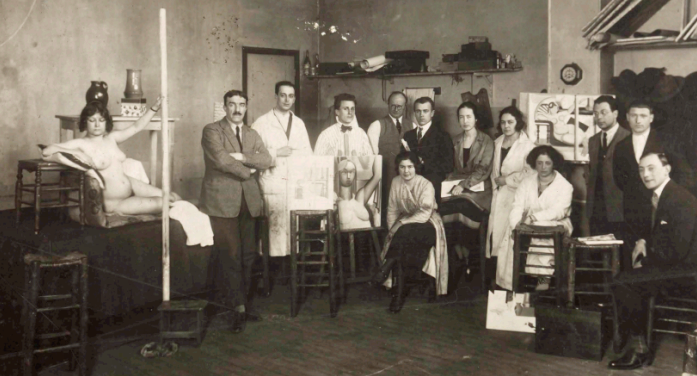
Professeurs et élèves à l'Académie Moderne, vers 1924.

## Personnalités liées à l'Académie Moderne

### Enseignants notables
- Fernand Léger
- Léon Gischia
- Amédée Ozenfant
- Alexandra Exter
- Marie Laurencin
- Othon Friesz
- Jean Marchand[11]
- John Allan Wyeth (en)[12]

### Élèves notables
- Tarsila do Amaral[1]
- Aurel Bauh[1]
- Elizabeth Blair Barber (d)[1]
- Quentin Bell[11]
- Louise Bourgeois[1]
- Anne Bremer[13]
- Marcelle Cahn[1]
- Anne Marie Carl-Nielsen[14]
- Otto Gustav Carlsund[1],[15]
- Franciska Clausen[1],[7]
- Goode Paschall Davis (d)[16]
- Ronnie Elliott (en)[17]
- William Gear[1]
- Jacques Germain[1]
- Anne Goldthwaite[18]
- Rudolf Gowenius (sv)[1]
- Florence Henri[1],[19]
- Edward McKnight Kauffer[20]
- Nadia Khodossievitch[1]
- Blanche Lazzell[21]
- Waldemar Lorentzon (sv)[22]
- Elsa Lystad (sv)[7]
- John Maxwell (en)[23]
- Siri Meyer (sv)[7]
- Vera Meyerson (sv)[1]
- Cedric Morris (en)[4]
- George L. K. Morris (en)[24]
- Marlow Moss[25]
- Erik Olson (en)[1],[26]
- George Elmslie Owen (d)[4]
- John Joseph Wardell Power (en)[1]
- Ruth Reeves[27]
- Nicolas de Staël[1]
- Stasys Ušinskas (en)[28]